# Kandisbrauner Drüsling
Der Kandisbraune Drüsling (Exidia saccharina), früher auch als Zucker-Gallertpilz bekannt, ist eine zerstreut verbreitete Pilzart der Tremellomycetes aus der Familie der Ohrlappenpilzverwandte (Auriculariaceae). Er zersetzt abgestorbene Äste und Stämme von Nadelgehölzen, insbesondere Kiefer und Fichte.

## Merkmale

### Makroskopische Merkmale
Die flach auf dem Substrat ausgebreiteten, zäh-gallertigen Fruchtkörper des Kandisbraunen Drüslings sind 3–8 cm breit und bis zu 2,5 cm hoch. Sie bilden gerne Gruppen oder verschmelzen zu einem Gebilde mit einem Durchmesser von bis zu 20 cm. Sie sind gekröseartig bis hirnartig gewunden und gefaltet, das Farbspektrum reicht von gelb-braun wie gebrannter Zucker – daher der Trivialname – bis rot-bräunlich. Beim Eintrocknen schrumpfen sie zu einem weniger als 1 mm dünnen, deutlich gerippten und hornartig-festen Belag zusammen. Dieser zeigt dann eine dunkel rot-braune bis fast schwärzliche Färbung. Die Oberseite mit der Fruchtschicht weist kaum sichtbare Drüsenwärzchen auf, die sterile Unterseite ist dagegen fein punktiert-rau und heller getönt. Das wässrige Fleisch ist rötlich-zimtgelb gefärbt. Das Sporenpulver ist weiß.

### Mikroskopische Merkmale
Die elliptischen Basidien sind 10–19 × 7–16 Mikrometer groß, besitzen Basalschnallen und bilden jeweils 4 Sporen. Die farblosen, zylindrischen und schwach gekrümmten Sporen messen 9–13–15 × 3,5–5 µm. Die ebenfalls farblosen Hyphen sind bis zu 5 µm breit und besitzen Schnallen an den Septen. Sie produzieren zylindrisch gebogene, 8–9 × 4–4,5 µm große Sekundärsporen sowie stäbchenförmige, etwas gebogene und 5–7 × 1–2 µm große Konidien.

## Artabgrenzung

### Blattartiger Zitterling
Der Blattartige Zitterling (Phaeotremella foliacea) kann farblich und in der Gestalt dem Kandisbraunen Drüsling ähneln und wächst ebenfalls an Nadelgehölzen. Er bildet jedoch meist höhere, faustgroße Fruchtkörper. Darüber hinaus ist die gesamte Oberfläche mit der sporenbildenden Fruchtschicht überzogen, während die Fruchtkörper von Drüslingen eine fertile Oberseite und eine sterile Unterseite aufweisen.

### Buchen-Schlauchzitterling
Auch der Buchen-Schlauchzitterling (Ascotremella faginea) kann ähnlich aussehen. Doch im Gegensatz zum Kandisbraunen Drüsling wächst er überwiegend an totem Buchenholz, weniger häufig an anderen Laubgehölzen. Mit Hilfe des Mikroskops kann er leicht bestimmt werden, weil seine Sporen in Schläuchen statt an längs geteilten Ständern heranreifen.

## Ökologie
Der Kandisbraune Drüsling fruktifiziert vor allem im Winterhalbjahr, kann aber in feuchten Witterungsperioden ganzjährig gefunden werden. Er kommt selten bis stark zerstreut in subkontinental getönten Wintergrün-Waldkiefern-Steppen- sowie in Weißmoos-Waldkiefern- und Fichten-Tannenwäldern vor. Dort steigt er bis zu 1.000 m ü. NN auf. In geeigneten Habitaten wächst er an toten Stämmen, Stümpfen, Stapelholz sowie an abgefallenen Zweigen von Koniferen. Als Substrat bevorzugt die Art vor allem Waldkiefer, gefolgt von Fichte, kann aber auch an Lärche und Weißtanne gefunden werden – bei den Datensätzen in der Online-Kartierung, in denen Laubgehölze als Substrat angegeben werden, handelt es sich sehr wahrscheinlich um Fehlbestimmungen.

## Verbreitung
Die Verbreitung des Kandisbraunen Drüslings umfasst die submeridionalen und temperaten Zonen der Holarktis. Nachweise existieren aus Nordamerika, Klein- und Zentralasien sowie Europa. Auf dem europäischen Kontinent sind Funde aus Deutschland, Frankreich, den Hebriden, Luxemburg, den Niederlanden, Österreich, der Schweiz, Slowakei, Tschechien und vereinzelt in den ukrainischen Ostkarpaten bekannt. Im Westen Deutschlands erstrecken sich die Nachweise des Pilzes von der Nordseeküste bis Südbayern. Bis auf die lokale Häufung in naturnah verbliebenen, eiszeitlichen Waldkiefernwäldern kann die Art in Schleswig-Holstein und Niedersachsen nur selten angetroffen werden. Weiter kommt sie auch in Nordrhein-Westfalen, Nord- und Zentralhessen, zerstreut in Rheinland-Pfalz, Südhessen, Baden-Württemberg und Bayern vor.

## Taxonomie und Phylogenie
|  | \| \| Exidiopsis grisea \| \| \| \| \| \| Exidia thuretiana \| \| \| \| |
|  |                                                                         |
|  | Exidia saccharina                                                       |
|  |                                                                         |
|  | Exidiopsis grisea                                                       |
|  |                                                                         |
|  | Exidia thuretiana                                                       |
|  |                                                                         |

|  | Exidiopsis grisea |
|  |                   |
|  | Exidia thuretiana |
|  |                   |

|  | Exidia recisa                     |
|  |                                   |
|  | \| \| Exidia truncata \| \| \| \| |
|  |                                   |
|  | Exidia truncata                   |
|  |                                   |

|  | Exidia truncata |
|  |                 |

|  | \| \| Exidiopsis grisea \| \| \| \| \| \| Exidia thuretiana \| \| \| \| |
|  |                                                                         |
|  | Exidia saccharina                                                       |
|  |                                                                         |
|  | Exidiopsis grisea                                                       |
|  |                                                                         |
|  | Exidia thuretiana                                                       |
|  |                                                                         |

|  | Exidiopsis grisea |
|  |                   |
|  | Exidia thuretiana |
|  |                   |

|  | Exidia recisa                     |
|  |                                   |
|  | \| \| Exidia truncata \| \| \| \| |
|  |                                   |
|  | Exidia truncata                   |
|  |                                   |

|  | Exidia truncata |
|  |                 |

Der Kandisbraune Drüsling wurde ursprünglich von Johannes Baptista von Albertini und Lewis David von Schweinitz im Jahr 1805 als Varietät saccharina von Tremella spiculosa beschrieben und 1822 durch Elias Magnus Fries in seinem Werk „Systema Mycologicum 2“ als Exidia saccharina sanktioniert. Das von Christian Hendrik Persoon im Jahr 1800 beschriebene Taxon Tremella spiculosa ist dagegen ein Synonym des Stoppeligen Drüslings (Exidia glandulosa, syn. Exidia truncata).
Der Ast mit dem Kandisbraunen Drüsling (Exidia saccharina) endet mit der Gabelung zur Grauen Gallertkruste (Exidiopsis grisea) und zum Weißlichen Drüsling (Exidia thuretiana). Erstgenannte Art überzieht vor allem die Äste von Weißtannen mit glau-bläulichen bis stahlgrauen, wachsartigen und flächig mit dem Substrat verwachsenen Fruchtkörpern. Der Weißliche Drüsling bildet auf Ästen von Buchen und anderen Laubgehölzen weiße bis hellgraue, scheibenartige und eng am Substrat aufliegende Fruchtkörper. Auf dem benachbarten Ast verzweigt das Kladogramm zum Kreisel-Drüsling (Exidia recisa), ein Bewohner abgestorbener, noch ansitzender Weidenäste mit einzelnen, kreiselförmigen Fruchtkörpern, und Stoppeligen Drüsling (Exidia glandulosa, syn. Exidia truncata), eine Art mit meist schwarzen Fruchtkörpern und stoppeliger Oberfläche. Zwei übergeordnete Ebenen weiter – im Kladogramm nicht dargestellt – biegt der Ast mit den Auricularia-Arten ab, darunter beispielsweise das in der asiatischen Küche als Speisepilz geschätzte Judasohr (Auricularia auricula-judae).